# 최병선 (응용수학자, 경제학자)
최병선은 서울대학교 경제학부의 명예교수이다. 그는 대한민국 서울에서 태어나 1977년 서울대학교 수학과에서 이학사 학위를 받았고, 1983년 미국 스탠퍼드 대학교에서 경제학석사, 통계학석사, 통계학/경제학 박사 학위를 받았다. 지도교수는 Thomas M. Cover이다. 연세대학교 응용통계학과 교수로 재직했고, 서울대학교의 경제학부 교수와 데이터사이언스대학원 교수를 역임했다. 'ARMA Model Identification - Springer'을 포함한 30권 이상의 책과 90편에 가까운 논문을 저술했다. 그의 관심은 데이터사이언스, 금융공학, 사이언스컴퓨팅, 정보이론, 신호처리, 이미지처리, 금융, 경제, 물리, 확률, 통계 등 광범위한 응용수학에 있다. 그래서 그는 자신을 응용수학자로 생각한다.  현재 서울대학교 금융경제연구원의 연구원이며, 서울대학교 데이터사이언스대학원에서 강의를 하고 있다. 그의 웹사이트 주소는 http://DATAlylab.com이다. 이 도메인 네임은 'Data Analytics for Thinking Analytically'를 의미한다.
 그는 또한 아마추어 사진작가이기도 하다.

## 저서
1. (제2판) SAS를 이용한 현대통계학 (이성백교수와 공저)
2. 행렬의 대각화와 Jordan표준형 (이성백교수와 공저)
3. Fourier 해석 입문
4. Lebesgue적분 입문
5. Wavelet 해석
6. 회귀분석(상)
7. 다변량시계열분석
8. 이산형 재무모형의 수리적 배경
9. 회귀분석(하)
10. 단변량시계열분석
11. 금융공학 IV: Monte Carlo Methods for Finance and Economics
12. 금융공학 V: Introduction to Financial Engineering with R
13. SAS/IML 입문
14. 금융공학 VII: Scientific Computing For Finance and Economics
15. 금융공학 III: Introduction to Financial Engineering
16. 금융공학 VIII: Bayesian Methods for Finance and Economics
17. 계산재무론: Computational Finance
18. 금융공학 IX: Fourier Analysis for Financial Engineering
19. SIRFE TR No.1: 이자율모형 I
20. SIRFE TR No.2: 이자율모형 II
21. SIRFE TR No.3: 이자율모형 III

## 강의 슬라이드
Probability and Statistics for Data Science

Financial Engineering for Data Scientists

Mathematics for Machine Learning

Mathematical Introduction to Machine Learning

Continuous Mathematics for Machine Learning

Investment Science

Intermediate Linear Algebra for Data Scientists

Time Series Analysis for Data Scientists

Financial Data Analysis for Artificial Intelligence

Bayesian Method and MCMC for Artificial Intelligence